# Veletiny
Veletiny är en ort i Tjeckien.   Den ligger i distriktet Okres Uherské Hradiště och regionen Zlín, i den östra delen av landet, 260 km sydost om huvudstaden Prag. Veletiny ligger 197 meter över havet och antalet invånare är 554.
Terrängen runt Veletiny är huvudsakligen platt, men österut är den kuperad. Veletiny ligger nere i en dal. Runt Veletiny är det ganska tätbefolkat, med 72 invånare per kvadratkilometer. Närmaste större samhälle är Uherské Hradiště, 8,3 km väster om Veletiny. Trakten runt Veletiny består till största delen av jordbruksmark.